# 米勒冰原島峰 (維多利亞地)
74°26′S 164°15′E / 74.433°S 164.250°E
米勒冰原島峰（英語：Miller Nunatak），是南極洲的冰原島峰，位於維多利亞地的斯科特海岸，處於坎貝爾冰川下游，美國地質調查局根據測量和該國海軍的空中照片繪入地圖，現時由南極條約體系管理。